# Seznam moskevských velkoknížat

Zástava Dmitrije Donského

Seznam moskevských knížat zahrnuje období od roku 1263 do roku 1547 (či fakticky až do smrti Ivana IV. Hrozného v roce 1584).
Jsou brány v potaz dřívější krátkodobé a do značné míry také sporné případy vyčlenění Moskevského velkoknížectví z Vladimirsko-suzdalského knížectví. Vzhledem k tomu, že začátek uvedeného období byl poznamenán bojem Moskevského knížectví o moc nad Vladimirským velkoknížectvím, je hlavní seznam doplněm o vedlejší seznam tehdejších knížat vladimirských.

## Seznam
Před rokem 1261 jsou informace o vládcích Moskevského knížectví jen kusé. Je známo, že v roce 1238 byl moskevským knížetem Vladimír Jurjevič, syn vladimirského velkoknížete Jurije Vsevolodoviče, který zemřel v době obsazení Moskvy během mongolské invaze. V letech 1246-1248 byl moskevským knížetem Michail Jaroslavič Chorobrit, který zemřel v bitvě u Protvy v zimě roku 1248.
| V roce 1263 dle poslední vůle Alexandra Něvského (velkoknížete vladimirského v letech 1252–1263) Moskva byla předána v léno jeho nejmladšímu synovi – Daniilu Alexandroviči. |                                                  |                   |                                        |                                                  |                                                  |                                                  |
| Moskevská knížata | Moskevská knížata                                | Moskevská knížata | Moskevská knížata                      | knížata vladimirská                              | knížata vladimirská                              | knížata vladimirská                              |
| jméno | obrázek                                          | období života     | období vlády                           | období vlády                                     | jméno                                            | období života                                    |
| Daniil Alexandrovič |                                                  | 1261–1303         | 1263–1303                              |                                                  |                                                  |                                                  |
| Daniil Alexandrovič | 1263–1272                                        | 1261–1303         | 1263–1303                              | Jaroslav Jaroslavič                              | 1230–1272                                        |                                                  |
| Daniil Alexandrovič | 1272–1276                                        | 1261–1303         | 1263–1303                              | Vasilij Jaroslavič                               | 1241–1276                                        |                                                  |
| Daniil Alexandrovič | 1276–1281                                        | 1261–1303         | 1263–1303                              | Dmitrij Alexandrovič Perejaslavský               | 1250–1294                                        |                                                  |
| Daniil Alexandrovič | 1281–1284                                        | 1261–1303         | 1263–1303                              | Andrej Alexandrovič Goroděcký                    | kolem roku 1255–1304                             |                                                  |
| Daniil Alexandrovič | 1284–1294                                        | 1261–1303         | 1263–1303                              | Dmitrij Alexandrovič Perejaslavský (podruhé)     |                                                  |                                                  |
| Daniil Alexandrovič | 1294–1304                                        | 1261–1303         | 1263–1303                              | Andrej Alexandrovič Goroděcký (podruhé)          |                                                  |                                                  |
| Jurij Daniilovič |                                                  | 1281–1325         | 1303–1325                              | 1304–1318                                        | Michail Jaroslavič Tverský                       | 1271–1318                                        |
| Jurij Daniilovič | ←→ v letech 1319–1322 též velkokníže vladimirský | 1281–1325         |                                        |                                                  |                                                  |                                                  |
| Jurij Daniilovič | kníže novgorodský 1322–1325                      | 1281–1325         | 1322–1326                              | Dmitrij II. Michajlovič                          | 1299–1326                                        |                                                  |
| Ivan I. Kalita |                                                  | 1288–1340         | 1325–1340 kníže novgorodský, 1328–1337 |                                                  |                                                  |                                                  |
| Ivan I. Kalita | 1326–1327                                        | 1288–1340         | 1325–1340 kníže novgorodský, 1328–1337 | Alexandr Michajlovič Tverský                     | 1301–1339                                        |                                                  |
| Ivan I. Kalita | 1328–1331                                        | 1288–1340         | 1325–1340 kníže novgorodský, 1328–1337 | Alexandr Vasiljevič                              | ?–1331                                           |                                                  |
| Ivan I. Kalita | ←→ v letech 1331–1340 též velkokníže vladimirský | 1288–1340         | 1325–1340 kníže novgorodský, 1328–1337 |                                                  |                                                  |                                                  |
| Semjon Hrdý |                                                  | 1317–1353         | 1340–1353 kníže novgorodský 1346–1353  | ←→ v letech 1340–1353 též velkokníže vladimirský | ←→ v letech 1340–1353 též velkokníže vladimirský | ←→ v letech 1340–1353 též velkokníže vladimirský |
| Ivan II. Ivanovič "Červený" |                                                  | 1326–1359         | 1353–1359 kníže novgorodský 1355–1359  | ←→ v letech 1353–1359 též velkokníže vladimirský | ←→ v letech 1353–1359 též velkokníže vladimirský | ←→ v letech 1353–1359 též velkokníže vladimirský |
| Dmitrij Donský |                                                  | 1350–1389         | 1359–1389                              |                                                  |                                                  |                                                  |
| Dmitrij Donský | 1360–1363                                        | 1350–1389         | 1359–1389                              | Dmitrij Konstantinovič Suzdalský                 | 1322–1383                                        |                                                  |
| Dmitrij Donský | ←→ v letch 1363–1389 též velkokníže vladimirský  | 1350–1389         | 1359–1389                              |                                                  |                                                  |                                                  |

| V roce 1389 Vasilij I. přijal velkoknížecí titul v souladu s vůlí svého otce Dmitrije Donského, jako "svou otčinu". Nicméně ve velkoknížecím titulu byl Vladimir zmíněn před Moskvou ("velkokníže vladimirský a moskevský"), proto je název seznamu je do jisté míry nepřesný. |         |                        |              | |
| Moskevská velkoknížata |         |                        |              | |
| jméno | obrázek | období života          | období vlády | poznámky |
| Vasilij I.Dmitrijevič |         | 1371–1425              | 1389–1425    | |
| Vasilij III. Vasiljevič |         | 1415–1462              | 1425–1433    | 1) po smrti Vasilije II. v roce 1425 se rozhořel spor o moskevské dědictví. Na velkoknížecím stolci se vystřídalo několik vládců. 2) 1432 – intronizace Vasilije II. se poprvé odehrála v Moskvě, nikoli ve Vladimiru. |
| Jurij Dmitrijevič |         | 1374–1434              | 1433         | syn Dmitrije Donského, strýc Vasilije II. |
| Vasilij III. Vasiljevič (podruhé) |         | 1415–1462              | 1433–1434    | |
| Jurij Dmitrijevič (podruhé) |         | 1374–1434              | 1434         | |
| Vasilij Jurjevič "Šilhavý" |         | poč. 15.–1448          | 1434         | |
| Vasilij II. Vasiljevič (znovu) |         | 1415–1462              | 1434–1445    | |
| Dmitrij Jurjevič Šemjaka |         | poč. 15. století –1453 | 1445         | syn Jurije Dmitrijeviče |
| Vasilij II. Vasiljevič (znovu) |         | 1415–1462              | 1445–1446    | |
| V roce 1446 se Dmitrij Šemjaka opakovaně zmocnil velkoknížecího stolce. V této éře se na mincích velkoknížete objevuje nápis «Господарь всея земли Русской» (Gospodar celé země ruské). Je tedy možné, že se Dmitrij Jurjevič stal prvním velkoknížetem v historii Moskvy, který použil označení «Господарь земли русской» jako oficiální titul na mincích. Po Dmitriji Šemjakovi titul «господарь всея Руси» (Gospodar celé Rusi) převzali také všichni následující vládci moskevského státu. |         |                        |              | |
| Gosudar celé Rusi |         |                        |              | |
| Dmitrij Jurjevič Šemjaka (podruhé) |         | poč. 15. století –1453 | 1446–1447    | gosudar celé Rusi |
| Vasilij II. Vasiljevič (potřetí) |         | 1415–1462              | 1447–1462    | |
| Ivan III. Vasiljevič |         | 1440–1505              | 1462–1505    | |
| Vasilij III. Ivanovič |         | 1479–1533              | 1505–1533    | |
| Ivan IV. Vasiljevič "Hrozný" |         | 1530–1584              | 1533–1547    | od roku 1547 car a velkokníže celé Rusi |